# RapidMiner
RapidMiner (anteriormente, YALE, Yet Another Learning Environment) es un programa informático para el análisis y minería de datos. Permite el desarrollo de procesos de análisis de datos mediante el encadenamiento de operadores a través de un entorno gráfico. Se usa en investigación, educación, capacitación, creación rápida de prototipos y en aplicaciones empresariales. En una encuesta realizada por KDnuggets, un periódico de minería de datos, RapidMiner ocupó el segundo lugar en herramientas de analítica y de minería de datos utilizadas para proyectos reales en 2009 y fue el primero en 2010.
La versión inicial fue desarrollada por el departamento de inteligencia artificial de la Universidad de Dortmund en 2001. Se distribuye bajo licencia AGPL y está hospedado en SourceForge desde el 2004. 
RapidMiner proporciona más de 500 operadores orientados al análisis de datos, incluyendo los necesarios para realizar operaciones de entrada y salida, preprocesamiento de datos y visualización. También permite utilizar los algoritmos incluidos en Weka.
Fue adquirida por Altair Engineering en septiembre de 2022.